# Székács Elemér
Székács Elemér (Pest, 1870. szeptember 23. – Budapest, 1938. május 16.) magyar növénynemesítő, gazdasági író, mezőgazdász. Székács Ferenc kúriai bíró fia, Székács József szuperintendens unokája és Székács Aladár tanácselnök bátyja.

## Életpályája
Gimnáziumi tanulmányait Budapesten és Nagyszebenben végezte el, majd a Magyaróvári Magyar Királyi Gazdasági Akadémián tanult. 1892-ben gazdatiszt lett, 1915-ben pedig jószágigazgató Árpádhalmon. 1906-ban kezdte meg búzanemesítő munkáját, amely híressé tette. 1917-ben ő alapította a Vetőmagnemesítő és értékesítő részvénytársaságot, amelynek vezérigazgatója is volt. Az ő érdeme, hogy 1911 óta kötelezően oktatják a növénynemesítést a gazdasági akadémiákon.
Székács már fiatal pályakezdőként – a kor haladó szellemének követőjeként – új talajművelési, műtrágyázási, talajápolási módszerek alkalmazásával törekedett a terméshozamok növelésére. Hasonló céllal kezdett Soósdpusztán a növények nemesítéséhez is. Első eredményeként a szegedi rózsadohány dohánylevelének tömegét mintegy 20%-kal tudta növelni.
A tiszavidéki búza nemesítésére egykori magyaróvári tanára, Cserháti Sándor hívta fel figyelmét. 1906-ban az ő kezdeményezésére egyedszelekcióval és pedigrétenyésztéssel különítette el a birtok búzatábláin kiválogatott és továbbszaporított rozsdabetegségre kevésbé érzékeny, korai érésű egyedeket. Amikor visszakerült a Csongrád megyei Árpádhalomra, 4 kg alapanyaggal folytatta tovább a növény nemesítését.
Székács a gazdaság irányítása mellett tanítómestere - a szintén magyaróvári gazdász Grábner Emil - segítségével alapos elméleti tudásra tett szert és ízig-vérig nemesítővé vált. Rendszeresen járta a birtok búzatábláit és saját maga választotta itt is ki a továbbszaporításra alkalmasnak látszó kalászokat. Barátai e tevékenységéért "kalászvadász"-nak nevezték, miután a kikalászolt növények között az árnyalati előnyöket sejtető változásokat is képes volt észrevenni. Új búzafajta jelöltjeivel a Sopron megyei uradalmakban is állított be kísérleteket, hogy azok viselkedését az alföldi viszonyoktól eltérő körülmények között tanulmányozhassa. Munkája eredményeként 1912 őszén már a birtok valamennyi búzatábláját az általa nemesített búzával vetették be.
Székács nem elégedett meg eredményeivel, újabb típusokat gyűjtött és kért a termelőktől a fajta továbbjavításához. Munkája nagyságát bizonyítja, hogy 1906-ban kísérletbe vont 214 elit tővel szemben 1919-ben 1512 volt a búzakísérleteibe vett elit tövek száma.
A Székács-féle nemesített búzafajtákat a magyaróvári Növénynemesítő Intézet is bevonta kísérleteibe. Ezek a kísérletekbe vett fajták közül különösen rozsdaellenálló képességükkel tűntek ki. Az 1910-es években nagyobb hozamukkal, jobb minőségükkel az egész Alföldön kiszorították a tiszavidéki búzát.
1919-ben Székács kilenc nemesített búzafajtája kapott elismerést. Közülük ebben az időszakban különösen az Sz17 és az Sz266 fajta volt közkedvelt. 1923-ban újabb hat búzatörzsét részesítették elismerésben. Ezek közül az Sz1055, az Sz1230 és az Sz1242 1928-ban államilag törzskönyvezett fajta lett. Búzái közül az Sz1055 és az Sz1242 búzafajtát a Földművelésügyi Minisztérium 1931-ben a magyar búzatermesztés egyöntetűvé tételéhez kijelölt 4 fajta közé sorolta. Bár az utóbbi fajták a II. világháború alatt leromlottak, de az 1945-1950-es években a Bánkúti, a Fleischmann, a Lovászpatonai és a Karcagi fajtákkal együtt értéküket ismét helyreállították. Így az 1950-es évek elején az Sz1055 búzafajta a forgalomba hozatalra engedélyezett szabad fajták közé került. A századfordulón kezdett foglalkozni a hatsoros tavaszi takarmányrépa és az őszi árpa nemesítésével is. Először tömegkiválasztással javította a tavaszi árpa vetőmagját, majd 1917-ben pedigré tenyésztési eljárással nemesítette. Eredményeként a hatsoros Székács15 tavaszi árpa 1943-ban állami elismerést kapott. Az őszi árpa nemesítésekor a terméshozam növelésén kívül a szárszilárdság kialakítását, a fagyállóság és a kalász törékenységének mérséklését tűzte ki célul. Nemesített őszi árpa-fajtái közül 7 fajta kapott 1923-ban állami elismerést. Közülük a Székács31 őszi árpát fajtafenntartó nemesítéssel az 1960-as évek végéig termesztették hazánkban.
Az árpádhalmi gazdaságban 1909-ben fehér magyar zabból 36 anyatő elkülönítésével kezdett a zab nemesítéséhez. A termés növelésén túl szilárd szalmájú, telt szemű, finom pelyvájú fajta előállítására törekedett. Az általa kinemesített Sz8 és Sz23 zabfajtát 1924-ben államilag elsőként törzskönyvezték. Közülük a kiváló minőségű Sz8 zab négy évtizedig volt köztermesztésben.
Székács sokat munkálkodott a búza előveteményként termesztett kukorica érési idejének megrövidítésén is. Ilyen célból foglalkozott a Pignolettó és a közönséges magyar kukorica természetes hibridjének, a "Putyi" kukoricának nemesítésével.
Az olajos tartalmú növények közül elsőként nemesített lent. Az általa előállított, államilag minősített "Székács-olajlen" kéthasznú típusú volt. Úttörő szerepet vállalt a köles nemesítésében is. Foglalkozott a lucerna, a mohar nemesítésével. Ugyancsak bekapcsolódott az 1920-ban kezdődő országos fűmagtermesztési kísérletekbe vad alapanyag beállításával. Mindezek minőségének javításában ugyancsak jó eredményeket ért el.
Székács Elemért 1917-ben megválasztották az újonnan alapított Vetőmagnemesítő és Értékesítő Részvénytársaság vezérigazgatójává. A részvénytársaság átvette az árpádhalmi és a peresznyei uradalmak nemesítő telepét és további anyatelepet létesített Kompolton és Törökbálinton, hogy az itt előállított vetőmagvakkal biztosítsák a hazai vetőmagszükségletet. Ebben az időben még szorosabbá vált kapcsolata Fleischmann Rudolffal. A kukorica nemesítésénél átvette Fleischmann módszerét, míg a másik nagy hazai növénynemesítő Kompolton a Székács-féle búzákkal állított be keresztezési kísérleteket. 1931-ben a részvénytársaság feloszlott. Ezzel egyidőben állami növénynemesítő telepek alakultak és Székácsot megbízták a mezőhegyesi, a bábolnai, a kompolti telepek főfelügyeletével. Ekkor foglalkozott behatóbban a rozs, a lucerna, a kender, a különböző fűfélék, a ricinus és a takarmánynövények nemesítésével.
A kitűnő gazdaságvezető és növénynemesítő kiváló szakíró és előadó is volt. Önálló munkáin kívül elsősorban a Gazdasági Lapokban és a Köztelekben jelentek meg írásai. Érdeme, hogy az 1911. évi IX. Gazdakongresszuson határozatot hoztak a növénynemesítés kötelező oktatásának bevezetéséről a gazdasági akadémiákon. Neki köszönhető, hogy 1913-ban az Országos Magyar Gazdasági Egyesület Növénytermelési Szakosztályán belül megalakult a vetőmagnemesítő bizottság. 1918-ban megalapította a Növénynemesítő Szemlét, amelynek szerkesztését is elvállalta. Ez volt az első hazai növénynemesítő szaklap, jóllehet csak két száma jelent meg.

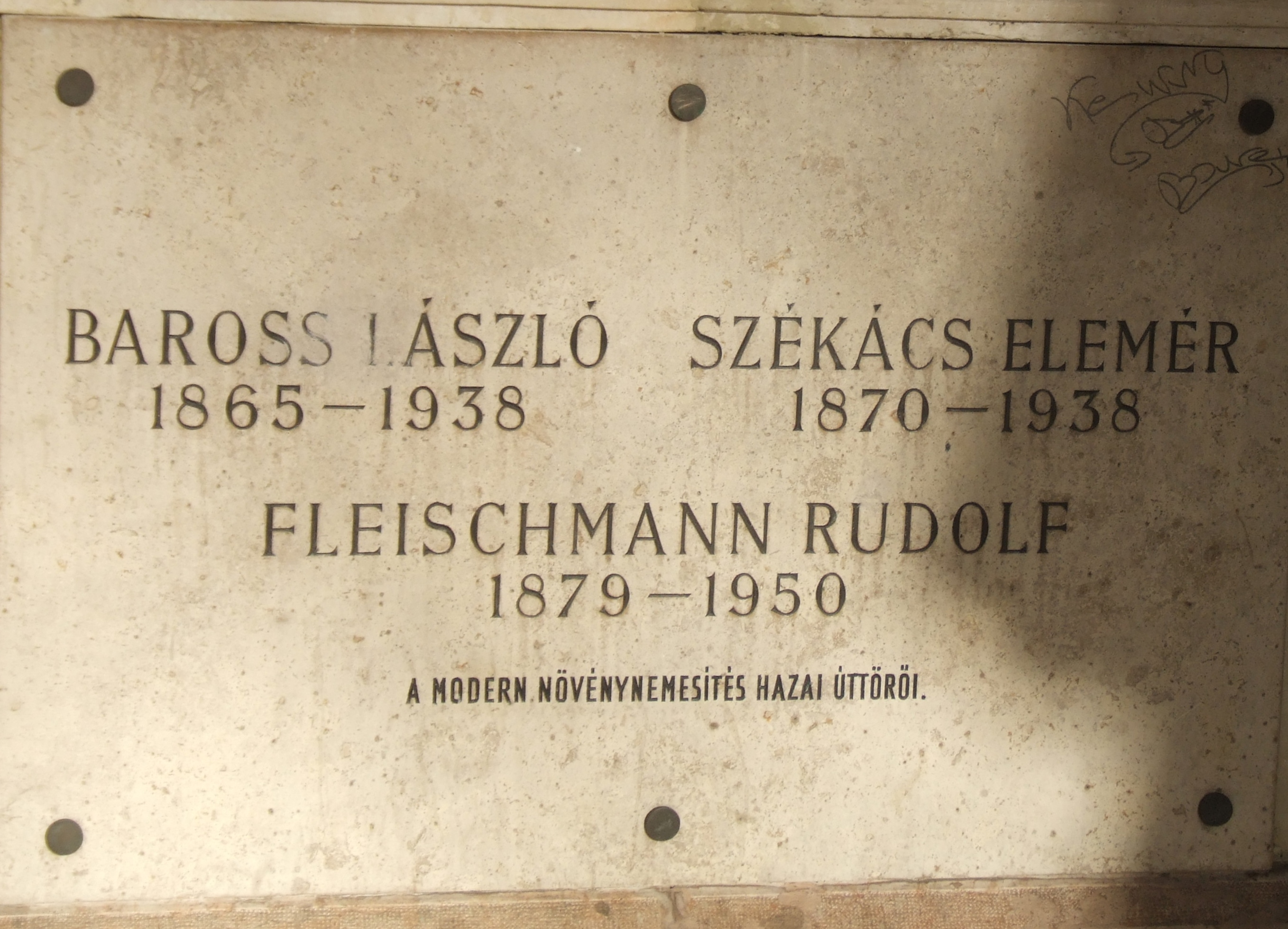
Emléktáblája
Kossuth Lajos tér 11.

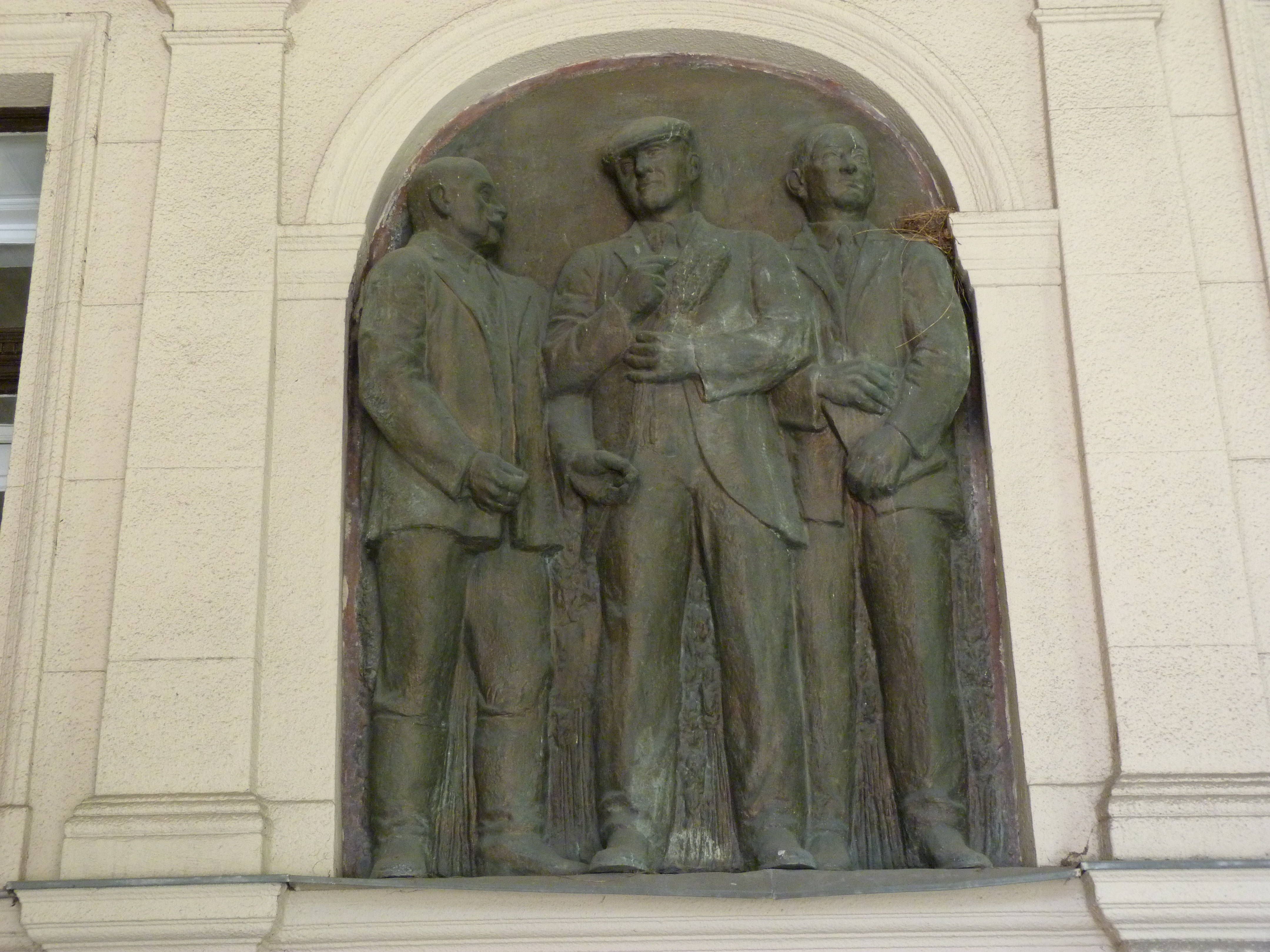
Székács Elemér és társai domborműve

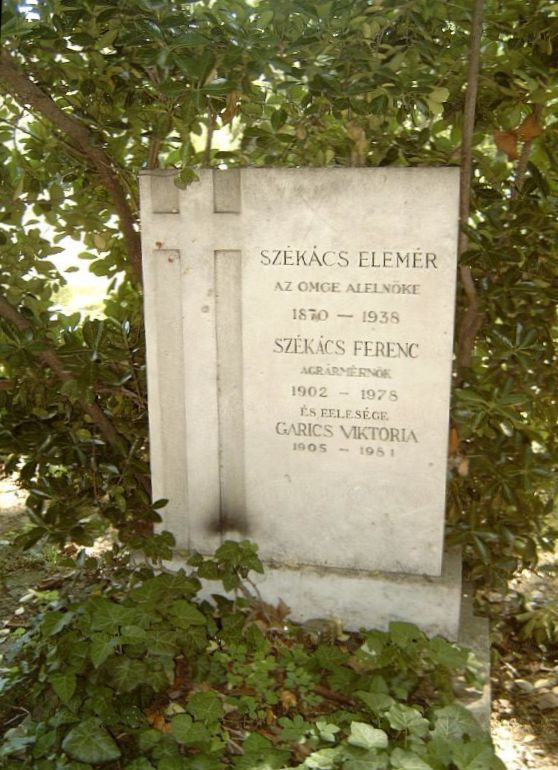
Székács Elemér sírja Budapesten. Kerepesi temető: 41-1-27.

A növénynemesítő bizottság 1921-ben az ő szorgalmazására hozta létre a "Magyar nemesítők I. országos kiállítása" rendezőbizottságát is, amelyben Baross László, Grábner Emil, Kerpely Kálmán társelnökkel közreműködve az elnök tisztségét látta el. A jól sikerült kiállítást a Magyar Mezőgazdasági Múzeumban 1922 tavaszán rendezték meg.
Székács a mezőgazdaság szinte valamennyi ágazatának elismert szaktekintélye volt. Árpádhalmán korszerű tehenészetet létesített, megjavította az uradalom lóállományát. A birtok vizesebb részeit fásította és mintaszerű vadvédelmet szervezett, bár maga sohasem vett részt vadászaton.
Közismert volt humanitásáról. Az árpádhalmi uradalomban fokozatosan megszüntette a közös konyhás lakásokat, bár a cselédek sorsán gyökeresen nem tudott változtatni. 1919-ben szakmai tudását, humánus magatartását a Tanácsköztársaság is elismerte. A szegvári Direktórium rendeletileg biztosította zavartalan továbbműködését a növénynemesítő telepen.
Székács szakmai tudását évtizedeken át széles körben gyümölcsöztette. 14 évig volt a Gazdatisztek Országos Egyesületének elnöke. 2 évtizedig ellátta az Országos Gazdasági Szakoktatási Tanács alelnöki tisztét. Vezetőségi tagja volt a Mezőgazdasági Kísérletügyi Tanácsnak, a Molnár Céhnek. Élete utolsó szakaszában hat éven keresztül tartott előadásokat a rádióban a kisparaszti gazdálkodás jobbításáért.
A hazai növénynemesítés nesztora a századfordulótól közel négy évtizeden át munkálkodott a magyar mezőgazdaság, ezen belül elsősorban a növénynemesítés kifejlesztéséért, a magyar búza korábbi nemzetközi jó hírének visszaállításáért.
1938. május 16-án hunyt el Budapesten.
1970-ben, születésének 100. évfordulója alkalmából munkásságát bemutató kiállítást rendezett a Gödöllői Agrártudományi Egyetemen az egyetem, a Magyar Agrártudományi Egyesület és a Magyar Mezőgazdasági Múzeum.

## Címei, kitüntetései
- gazdasági főtanácsos
- tagja volt az Országos Gazdasági Szakoktatási Tanácsnak
- tagja volt a Mezőgazdasági Kísérletügyi Tanácsnak
- 1923-ban állami elismerést kapott 7. őszi árpafajtája is
- 1943-ban állami elismerés az általa nemesített tavaszi árpáért

## Megjelent művei
- A zöldtrágyázás és meszezésről (Temesvár, 1904)
- Vetőmagtermesztés és növénynemesítés (Budapest, 1911)
- Gyakorlati búzanemesítés (Budapest, 1912)
- A magyar búza nemesítésének kérdése tekintettel az alföldi viszonyokra (Hódmezővásárhely, 1914)
- A búza magyar nemesítésének és az árpádhalmi nemesített búzák rövid ismertetése (Gyoma, 1915)
- Az őszi vetési munkák előkészületei és végrehajtása (Budapest, 1928)
- több folyóiratban is publikált (pl. Gazdasági Lapok, Köztelek, Növénynemesítő Szemle)

## Emlékezete
- Több búzafaj az ő nevét viseli;

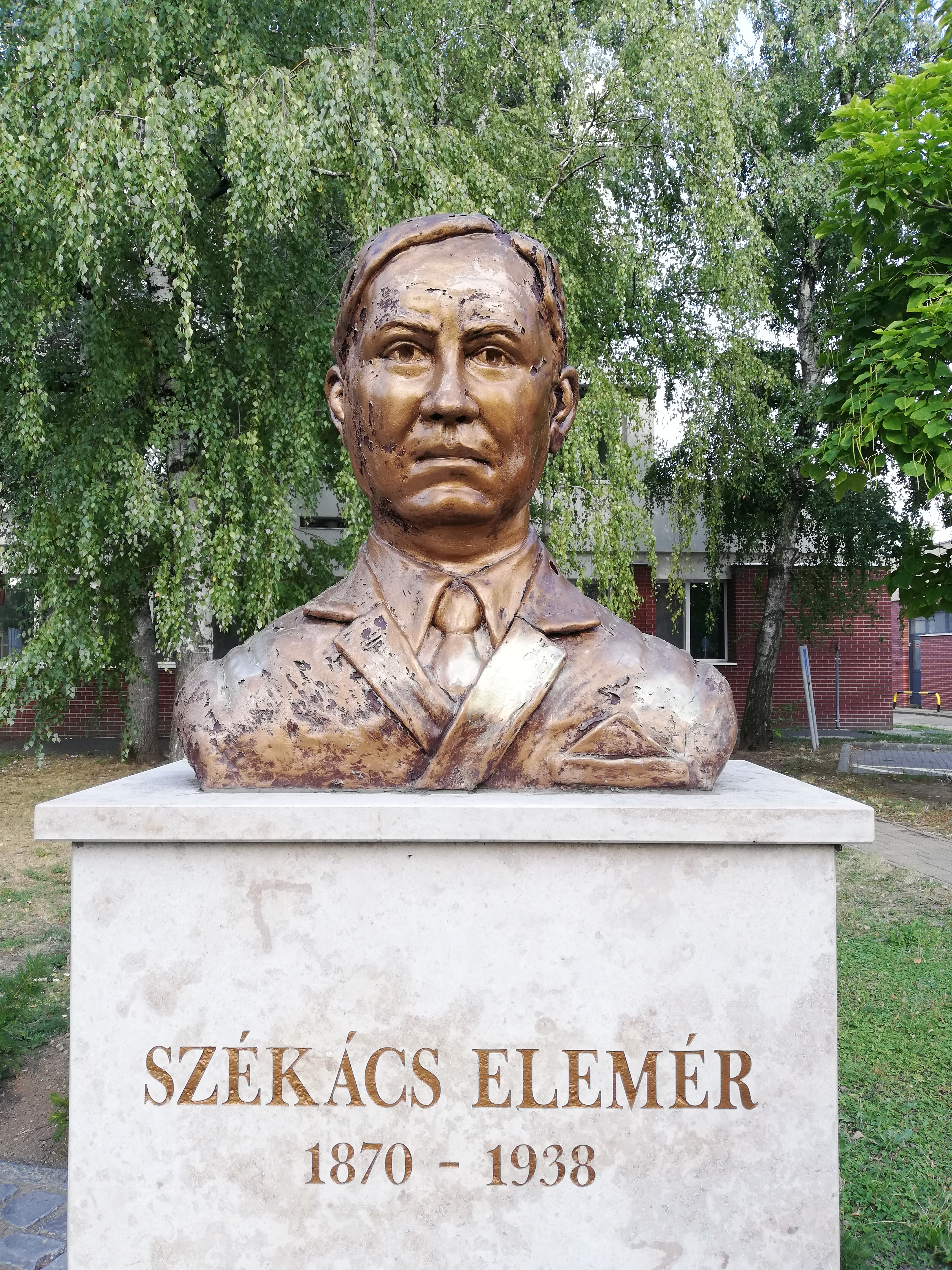
Orosházi mellszobra

- Törökszentmiklóson a Székács Elemér Mezőgazdasági és Élelmiszeripari Szakközépiskola [jelenleg: Törökszentmiklósi Református Oktatási Központ Székács Elemér Gimnázium, Technikum, Szakképző Iskola és Kollégium] viseli a nevét.
- A Gödöllői Agrártudományi Egyetem, a Magyar Mezőgazdasági Múzeum és a Magyar Agrártudományi Egyesület kiállítást rendezett 1970-ben, születésének 100. évfordulóján, amely munkásságát mutatta be.
- Árpádhalmon utca őrzi a nevét.
- 2017-ben Orosházán avattak szobrot emlékére Mokry Sámuel és Baross László mellszobraival egyetemben.